# Oxalis vargasii
Oxalis vargasii är en harsyreväxtart som beskrevs av A. Lourteig. Oxalis vargasii ingår i släktet oxalisar, och familjen harsyreväxter. Inga underarter finns listade i Catalogue of Life.